# Inró

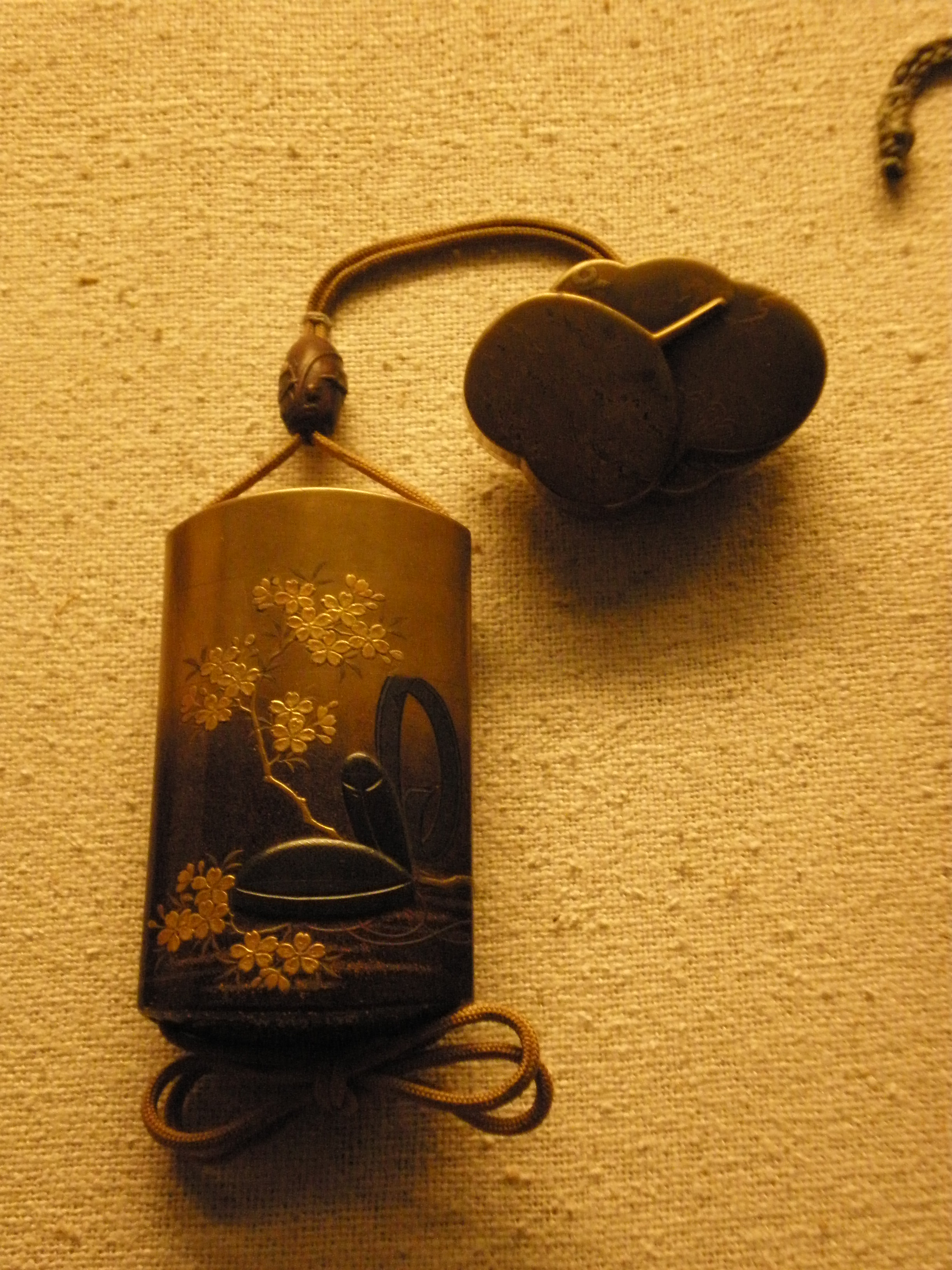
Inró cseresznyevirágokkal és udvaronckalapot ábrázoló necukével

Az inró (japánul: 印籠, Hepburn-átírással: inrō) a japán műtárgyak egyik legkülönlegesebbike: (domború) téglatest alakú orvosságos lakkdobozka, melynek széleit alul megkötött selyemzsinór futja körbe, ez fenn valamilyen ellensúlyban (rendszerint necukében végződik, amit átbújtattak a kimonó öve, az obi alatt, s úgy hordták. Változatos megformálásuk, ábrázolataik az Edo-kori (1600–1867) lakkművészet gazdagságát, no meg tulajdonosaik vagyoni és társadalmi állását tükrözték, mivel orvossághordozóként e korban használták; annak előtte, ahogy jelentése is utal rá (’pecsétkosár’) a pecsétnyomót és viaszt tartották benne. A Meidzsi-kor (1868–1912) és a nyugati öltözködés elterjedése óta már inkább csak a gyűjtők csemegéje.